# Gūytar-e Soflá
Gūytar-e Soflá (persiska: گوی تر سفلى) är en ort i Iran.   Den ligger i provinsen Mazandaran, i den norra delen av landet, 90 km norr om huvudstaden Teheran. Gūytar-e Soflá ligger 961 meter över havet och antalet invånare är 682.
Terrängen runt Gūytar-e Soflá är bergig söderut, men norrut är den kuperad. Terrängen runt Gūytar-e Soflá sluttar österut. Runt Gūytar-e Soflá är det ganska tätbefolkat, med 80 invånare per kvadratkilometer. Närmaste större samhälle är Marzanābād, 5,2 km sydost om Gūytar-e Soflá. Trakten runt Gūytar-e Soflá består i huvudsak av gräsmarker.